# أوسيولا (نيويورك)
أوسيولا (بالإنجليزية: Osceola, New York) هي بلدة أمريكية تقع في الولايات المتحدة في مقاطعة لويس، نيويورك. يقدر عدد سكانها بـ 229 نسمة ومساحتها 225.4 كم2 ،وترتفع عن سطح البحر 514 متر.

## أعلام
- فينس ديلي